# بيوبلينجويس
بيوبلينجويس (بالفرنسية: Peuplingues)‏ هي بلدية تقع في إقليم باد كاليه من منطقة نور با دو كاليه في شمال فرنسا. تبلغ مساحة هذه المدينة 10.43 (كم²)، وترتفع عن سطح البحر 85 م، يبلغ عدد سكانها 622 نسمة حسب إحصاء المعهد الوطني للإحصاء والدراسات الاقتصادية سنة 2009 م. وترأس Richard Gosse البلدية خلال فترة (2008-2014).